# Heptanthus
Heptanthus  Griseb., 1866 è un genere di piante spermatofite dicotiledoni appartenenti alla famiglia delle Asteraceae. È l'unico genere della sottotribù Heptanthinae H. Rob., 1978.

## Etimologia
Il nome del genere (Heptanthus) deriva da due parole greche e significa "sette fiori" e fa riferimento all'infiorescenza delle specie di questo genere.
Il nome scientifico del genere è stato definito dal botanico germanico August Heinrich Grisebach (1814-1879) nella pubblicazione "Catalogus Plantarum Cubensium, exhibens collectionem Wrightianam aliasque minores ex insula Cuba missas, quas recensuit A. Grisebach. Lipsiae - 148" del 1866, mentre il nome scientifico della sottotribù (Heptanthinae), derivato al suo unico genere, è stato definito per la prima volta dal botanico Harold Ernest Robinson (1932-) nella pubblicazione "Phytologia; Designed to Expedite Botanical Publication. New York - 41(1): 41" del 1978.

## Descrizione
Le specie di questo genere hanno un habitus erbaceo perenne, formano delle rosette basali e in alcuni casi presentano dei cauli spessi e persistenti.
Le foglie lungo il caule sono disposte in modo alterno; le lamine hanno un contorno da lanceolato a ovato o cordiforme; sono lungamente picciolate; possono essere intere o con profondi lobi (talvolta sono trilobate).
Le infiorescenze sono composte da capolini di tipo radiato, solitari in posizione ascellare con lunghi peduncoli. I capolini sono formati da un involucro a forma campanulata composto da diverse squame (o brattee) disposte in modo embricato su 1 - 2 serie al cui interno un ricettacolo convesso e sprovvisto di pagliette, fa da base ai fiori di due tipi: quelli esterni del raggio e quelli più interni del disco. Le squame sono subuguali a consistenza da erbacea a cartacea.
Formula fiorale: per queste piante viene indicata la seguente formula fiorale:
* K 0/5, C (5), A (5), G (2), infero, achenio
I fiori sono tetraciclici (a cinque verticilli: calice – corolla – androceo – gineceo) e pentameri (ogni verticillo ha 5 elementi). I fiori del raggio sono femminili, le corolle sono colorate di giallo o giallo-crema; le ligule sono trilobate. I fiori del disco sono funzionalmente maschili con corolle pentamere (o anche a 4 o 6 lobi), tubolari, colorate di giallo con evidenti canali resinosi di colore rosso.  Il calice è ridotto ad una coroncina di squame.
L'androceo è formato da 5 stami con filamenti liberi, pelosi e antere saldate in un manicotto circondante lo stilo.
Il gineceo ha un ovario uniloculare infero formato da due carpelli..  Gli stigmi dello stilo dei fiori del disco sono densamente papillosi e ghiandolosi. Lo stilo dei fiori del raggio ha le superfici stigmatiche divise, è affusolato e privo di papille.
I frutti sono degli acheni con pappo. Gli acheni dei fiori del raggio hanno una forma obconica, a sezione cilindrica, sono colorati di nero o bruno scuro, la superficie è percorsa da alcuni tricomo ghiandolari, altrimenti è glabra e rugosa, specialmente nella metà basale. Il pappo è formato da alcune, subuguali, corte scaglie cigliate più piccole delle corolle dei fiori del disco che crescono dopo l'antesi.

## Biologia
- Impollinazione: l'impollinazione avviene tramite insetti (impollinazione entomogama).
- Riproduzione: la fecondazione avviene fondamentalmente tramite l'impollinazione dei fiori (vedi sopra).
- Dispersione: i semi cadendo a terra sono successivamente dispersi soprattutto da insetti tipo formiche (disseminazione mirmecoria).

## Distribuzione e habitat
La distribuzione delle specie di questo genere è unicamente relativa all'isola di Cuba.

## Tassonomia
La famiglia di appartenenza del genere (Asteraceae o Compositae, nomen conservandum) è la più numerosa del mondo vegetale e comprende oltre 23000 specie distribuite su 1535 generi (22750 specie e 1530 generi secondo altre fonti). La sottofamiglia (Asteroideae) è una delle 12 sottofamiglie nella quale è stata suddivisa la famiglia Asteraceae, mentre Neurolaeneae è una delle 21 tribù della sottofamiglia. La tribù Neurolaeneae a sua volta è suddivisa in 3 sottotribù (Heptanthinae è una di queste). 

In precedenza questo genere era descritto all'interno della tribù Heliantheae e della sottotribù Heptanthinae H. Robinson (Robinson, 1981).

### Specie del genere
Il genere Heptanthus è formato da mezza dozzina di specie:
- Heptanthus brevipes Griseb.
- Heptanthus cochlearifolius Griseb.
- Heptanthus cordifolius Britton
- Heptanthus lobatus Britton
- Heptanthus ranunculoides Griseb.
- Heptanthus shaferi Britton
- Heptanthus yumuriensis Borhidi